# Elena Siegman
 (novembre 2014).
Si vous disposez d'ouvrages ou d'articles de référence ou si vous connaissez des sites web de qualité traitant du thème abordé ici, merci de compléter l'article en donnant les références utiles à sa vérifiabilité et en les liant à la section « Notes et références ».
Elena Siegman est une chanteuse américaine de Heavy metal. Elle est connue principalement pour avoir interprété les musiques secrètes du mode zombies dans Call of Duty: World at War, Call of Duty: Black Ops, Call of Duty: Black Ops II, Call of Duty: Black Ops III et Call of Duty: Black Ops IIII pour Treyarch. 
Toutes les musiques sont écrites et composées par Kevin Sherwood.

## Musiques
Call of Duty : World At War : (Verrückt) Juggernog, Lullaby For A Dead Man; (Shi No Numa) The One; (Der Riese) Beauty Of Annihilation
Call of Duty : Black Ops : (Kino Der Toten) 115; (Ascension) Abracadavre; (Shangri-La) Pareidolia; (Moon) Coming Home
Call of Duty : Black Ops II : (mode Infection) Turned ; (Origins) Archangel
Call of Duty : Black Ops III : (The Giant) Beauty of Annihilation REMIX; (Der Eisendrache) Dead Again; (Revelations) The Gift. 
Call of Duty : Black Ops IIII : (Classified) Shockwave ; (Dead Of The Night) Mystery
Call of Duty : Black Ops 6 :   (Reckoning) Remember US